# 郢州之战
郢州之战，1274年（宋度宗咸淳十年、元世祖至元十一年），宋元战争中，攻破南宋将领张世杰率军在郢州（今湖北省钟祥市）阻击元朝军队南进的作战。
元军破襄阳、樊城（今湖北省襄阳市）后，忽必烈征兵十万，造八百艘战舰，增强攻宋兵力。命荆湖行省左丞相伯颜、平章政事阿朮等率主力，从襄阳顺汉水入长江，直趋临安府（今杭州市）。嘱咐伯颜不要妄杀，以争取人心。1274年九月初十，伯颜在襄阳会师，分兵三路：以翟招讨率军向荆南（今湖北省荆州市），千户唆都率军入淮河，伯颜与阿朮率水陆军沿着汉水攻打郢州。九月二十日，抵达距郢州四十里的盐山。郢州旧城在汉水之东，依山用石建城，矢石不能近，无法强攻。宋军在汉水之西筑新城，两城间江面上横铁锁战船，在水中密植木桩，阻断船只往来。宋朝黄州武定诸军都统制张世杰，率沿江九郡精锐守卫郢州，派水军扼守江面，在两岸步军列阵，配备炮弩，使元军难以接近江岸。元朝监战谒只里率领几个骑兵侦察，部卒坠马被宋军所俘。谒只里单骑挥戈冲入宋军，救出部卒，杀宋军四人，急忙退出。万户阿剌罕率军攻打郢州新城南门堡，被张世杰击退，伯颜遣使招降，被张世杰拒绝。伯颜得知郢州下游有黄家湾堡，堡西有深阔数丈的沟渠。向南通往藤湖（今湖北钟祥市东南），大雨水涨时，可以拖船入湖，转而下汉水。伯颜一边对郢州围而不攻。一边秘密派总管李庭、刘国杰攻下黄家湾堡，然后派兵修治平江堰，把破竹席铺在地上，拖船入湖，迂回入汉水。十月十五日，伯颜、阿朮率近一百名骑兵殿后，抵达泉子湖（今湖北钟祥市东），宋朝郢州副都统赵文义、范兴率精骑两千追至，伯颜、阿朮回军迎击，知印百家奴突入宋阵，身受数伤。伯颜、阿朮率军与宋军大战，斩杀赵文义，俘杀范兴，俘获数十人。宋军五百人战死，剩下的溃退。元军顺利入汉水，继续南进。